# 後昌路
後昌路（Houchang Rd.）為高雄市楠梓區的東西向道路，起端為加昌路與瑞屏路銜接，末端為右昌街。左楠路至右昌街路段為台17線。是楠梓後勁、右昌地區的主要道路之一。

## 行經行政區域
- 楠梓區

## 沿線設施
（由東至西）
- 後勁夜市
- 遠傳電信楠梓後昌門市
- 麥當勞高雄後勁店
- 7-ELEVEN新後昌門市
- 屈臣氏楠梓二門市
- 全家便利商店後勁門市
- 7-ELEVEN新後勁門市
- 中華郵政高雄後勁郵局
- 台灣中油後勁站
- 財團法人基督教台灣信義會後勁教會
- 高雄市政府警察局楠梓分局後勁派出所
- 高雄市楠梓區戶政事務所第二辦公處
- 國立中山大學附屬國光高級中學
- 高雄市楠梓區油廠國民小學
- 捷運油廠國小站
- 中油宏南社區
- 達美樂楠梓右昌店
- 必勝客楠梓右昌店
- 7-ELEVEN新昌門市
- 寶雅高雄右昌店
- 星展銀行莒光分行
- 遠傳電信右昌加盟門市
- 莒光市場
- 彰化銀行北高雄分行
- 亞太電信楠梓後昌特約中心
- 台新銀行右昌分行
- 中國信託商業銀行右昌分行
- 高雄市立莒光國小
- 全國電子後昌門市
- 康是美後昌門市
- 7-ELEVEN秀昌門市
- 後昌公有停車場
- 高雄市立右昌國小
- 合作金庫銀行楠梓分行
- 全家便利商店高雄後新店
- 高雄市政府消防局右昌分隊
- 7-ELEVEN藍昌門市
- 台灣中油慶昌站

## 公共自行車
- 高雄市公共自行車租賃系統：
  - 後勁宿舍(後昌路)：高雄煉油廠新北門(對側人行道)
  - 捷運油廠國小站(1號出口)：後昌路/左楠路口(西南側人行道)
  - 後昌慶昌街(東北側)：後昌路720號前
  - 莒光國小(後昌路782巷)：後昌路782巷/後昌路(西北側)
  - 右昌國小(後昌路)：後昌路995號旁

## 相關連結
- 高雄市主要道路列表